# Balle Eephus
Une balle Eephus ou lancer Eephus (en anglais : Eephus pitch ou Ephus pitch), aussi appelé parfois « balle arc-en-ciel », est un type de lancer utilisé au baseball par un lanceur. Rarement utilisé, et maîtrisé par seulement quelques lanceurs, il s'agit d'un tir anormalement lent, généralement caractérisé par la très grande courbe qu'il décrit, et dont l'efficacité tient surtout dans l'effet de surprise qu'il provoque chez le frappeur adverse.

## Description
La balle Eephus est lancée par-dessus l'épaule, comme la plupart des lancers effectués au baseball. Cependant, la lenteur avec laquelle la balle va au marbre rappelle davantage le genre de tir effectué au softball. Un lancer dans les Ligues majeures de baseball atteint généralement entre 115 et 160 km/h (70 à 100 miles à l'heure) selon les types d'offrandes et les lanceurs. La balle Eephus, en revanche, ne dépasse guère les 96 km/h (60 miles à l'heure).
Une fois le tir décoché par le lanceur, la balle effectue une trajectoire en arc-en-ciel prononcé durant sa course. La courbe loufoque du lancer, sa maîtrise difficile, et sa rareté font de ce tir un défi difficile et créent un effet de surprise pour le frappeur qui, en attente de la balle et ayant du mal à évaluer sa vitesse (ou sa lenteur), s'élancera au mauvais moment. La lenteur du tir est d'ailleurs invitante pour le frappeur, qui est souvent tenté de la cogner pour éviter que ce lancer délibérément mauvais ne soit appelé une prise par l'arbitre.

## Origine
L'invention de la balle Eephus est attribuée à Rip Sewell,, qui l'aurait inventée en 1942 alors qu'il évoluait dans les Ligues majeures de baseball pour les Pirates de Pittsburgh. Selon un gérant de l'époque, Frankie Frisch, le lancer a été baptisé par le joueur de champ extérieur Maurice Van Robays (en). Lorsque interrogé sur la signification du mot « Eephus », Van Robays aurait répondu à Rip Sewell : « Eephus ne signifie rien, et ce lancer non plus » (« Eephus means nothin' and so does the pitch »).

## Synonymes
Le terme « Eephus » est peu usité en français. Comme le mot anglais lui-même est un néologisme, il n'y a pas d'équivalent exact en français. Au Québec, le commentateur Jacques Doucet décrivait la balle Eephus utilisée par l'ancien lanceur Pascual Pérez comme une « balle arc-en-ciel », en référence à l'arc décrit par ce type de lancer. Même en anglais, la balle Eephus est baptisée de différentes manières, souvent par les lanceurs mêmes qui l'utilisent. Ainsi, Bill Lee parlait de sa balle Leephus, Steve Hamilton avait baptisé la sienne Folly Floater (folie flottante), et Casey Fossum parlait du Fossum Flip. Vin Scully, descripteur des matchs des Dodgers de Los Angeles, avait baptisé la balle Eephus de Vicente Padilla la « bulle de savon » (soap bubble). Dave Stieb utilisait aussi parfois une balle à effet à la courbe très prononcée, atterrissant dans la poussière et qu'il surnommait Dead Fish (le poisson mort). Le lancer du genre utilisé par Dave LaRoche avait quant à lui été surnommé La Lob.
En quelques occasions célèbres, l'utilisation d'un tir Eephus s'est retourné contre le lanceur, par exemple lorsque Ted Williams expédia celui de Rip Sewell derrière la clôture pour un coup de circuit dans le match des étoiles de 1946,.

## Lanceurs ayant utilisé ce tir
- Casey Fossum[6]
- Dave LaRoche[11]
- Bill Lee
- Vicente Padilla[7]
- Pascual Pérez
- Rip Sewell
- Alfredo Simón[12],[13]
- Kazuhito Tadano[14].
- Bob Tewksbury[15]
- Orlando Hernandez[4]
- Carlos Villanueva[8],[16]
- Clayton Kershaw[17]
- Zack Greinke